# ブランズウィック郡 (ノースカロライナ州)
ブランズウィック郡（英: Brunswick County）は、アメリカ合衆国ノースカロライナ州の南端に位置する郡である。13万6693人（2020年）。郡庁所在地はボリビアであり、同郡で人口最大の町はリーランドである。
ブランズウィック郡はマートルビーチ・コンウェイ・ノースマートルビーチ都市圏に属している。

## 歴史
ブランズウィック郡は1764年に、ブレイデン郡とニューハノバー郡の一部を合わせて設立された。郡名は、植民地時代の港ブランズウィック町（現在は廃墟）から採られており、その名前は当時ハノーヴァー朝のイギリス王が保持していたブラウンシュヴァイク＝リューネブルク公国に因むものである。

## 郡政府
ブランズウィック郡は地域のケープフェア自治体委員会のメンバーである。

## 地理
アメリカ合衆国国勢調査局に拠れば、郡域全面積は1,050平方マイル (2,719.5 km2)であり、このうち陸地855平方マイル (2,214.4 km2)、水域は195平方マイル (505.0 km2)で水域率は18.59%である。ブランズウィック郡は内陸海岸平原に位置している。ブランズウィック川とケープフェア川で大西洋に繋がっている。
ブランズウィック原子力発電所がサウスポートの北にある。

### 海浜
- キャズウェルビーチ
- ホールデンビーチ
- オーシャンアイルビーチ
- サンセットビーチ
  - ロングビーチ
  - ヨーポンビーチ

### 島
- ボールドヘッド島
- バード島
- オーク島

### 主要高規格道路

#### アメリカ国道
- アメリカ国道17号線
- アメリカ国道74号線
- アメリカ国道76号線
- アメリカ国道421号線（暫定）

#### ノースカロライナ州道
- ノースカロライナ州道87号線
- ノースカロライナ州道130号線
- ノースカロライナ州道133号線
- ノースカロライナ州道179号線
- ノースカロライナ州道211号線
- ノースカロライナ州道904号線

### 隣接する郡
- ペンダー郡 - 北東
- ニューハノバー郡 - 東
- オリー郡 (サウスカロライナ州) - 南西
- コロンバス郡 - 北西

## 人口動態
以下は2000年国勢調査による人口統計データである。
| 基礎データ - 人口: 73,143人 - 世帯数: 30,438 世帯 - 家族数: 22,037 家族 - 人口密度: 33人/km2（86人/mi2） - 住居数: 51,431軒 - 住居密度: 23軒/km2（60軒/mi2） 人種別人口構成 - 白人: 82.30% - アフリカン・アメリカン: 14.38% - ネイティブ・アメリカン: 0.68% - アジア人: 0.27% - 太平洋諸島系: 0.04% - その他の人種: 1.32% - 混血: 1.01% - ヒスパニック・ラテン系: 2.68% 年齢別人口構成 - 18歳未満: 21.2% - 18-24歳: 7.0% - 25-44歳: 25.7% - 45-64歳: 29.2% - 65歳以上: 16.93% - 年齢の中央値: 42歳 - 性比（女性100人あたり男性の人口） - 総人口: 96.7 - 18歳以上: 94.9 | 世帯と家族（対世帯数） - 18歳未満の子供がいる: 25.7% - 結婚・同居している夫婦: 58.1% - 未婚・離婚・死別女性が世帯主: 10.2% - 非家族世帯: 27.6% - 単身世帯: 22.9% - 65歳以上の老人1人暮らし: 8.6% - 平均構成人数 - 世帯: 2.38人 - 家族: 2.76人 収入と家計 - 収入の中央値 - 世帯: 35,888米ドル - 家族: 42,037米ドル - 性別 - 男性: 30,138米ドル - 女性: 22,066米ドル - 人口1人あたり収入: 19,857米ドル - 貧困線以下 - 対人口: 12.6% - 対家族数: 9.5% - 18歳未満: 19.4% - 65歳以上: 8.1% |

## 都市と町

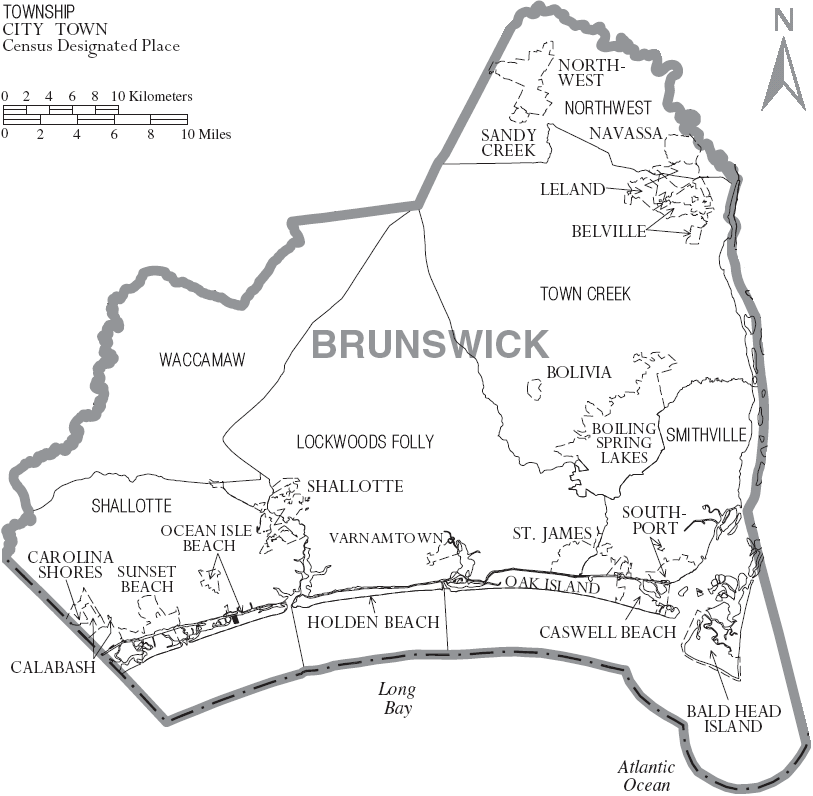
ブランズウィック郡の自治体と郡区

### 郡区
- ボイリングスプリングレイクス
- ロックウッズフォリー
- ノースウェスト
- シャロット
- スミスビル
- タウンクリーク
- ワッカモー

### 法人化自治体
| - ベルビル - ボリビア - 郡庁所在地 - キャラバシュ - カロライナショアーズ - リーランド - ナバサ | - ノースウェスト - サンディクリーク - シャロット - サウスポート - セントジェイムズ - バーナムタウン |

### 未編入の町
| - アンティオック - アッシュ - バタロラ - ベルスワンプ - ビショップ | - バイベン - ボナパルトランディング - ブーンズネック - バウェンズビル - ブランズウィックステーション | - キャンプブランチ - シーダーグローブ - シーダーヒル - シビータウン - クレアモント | - クラレンドン - クールベール - ドークリーク - イーストブルック - イージーヒル | - ロングウッド - メイコ - パイニーグローブ - サプライ - サンセットハーバー | - トマスボロ - ウィナボウ |